# Черна кукувича гугутка
Черната кукувича гугутка (Turacoena modesta) е вид птица от семейство Гълъбови (Columbidae). Видът е почти застрашен от изчезване.

## Разпространение и местообитание
Разпространен е в Източен Тимор и Индонезия.